# Богопольский, Хаим Бенционович
Хаим Бенционович Богопольский (7 февраля 1891, Кишинёв, Бессарабская губерния — 11 октября 1937, Тирасполь) — советский политический деятель. Первый секретарь Молдавского обкома КП(б) Украины в 1928—1930 годах.

## Биография
Родился в 1891 году в Кишинёве. Работал столяром на мебельной фабрике. С 1905 года член партии социалистов-революционеров, с 1918 года член РКП(б). В 1919 году председатель Временного Кишинёвского комитета РКП(б), член компартии Румынии; был арестован, содержался в Кишинёвской Центральной тюрьме. 
Арестован сигуранцой в 1920 году, проходил  по «процессу 48-ми», был приговорён к смертной казни, заменённой на пожизненное заключение; после амнистии в 1922 году бежал в СССР. В 1923—1924 годах — уполномоченный по делам политических эмигрантов, с 1925 по декабрь 1928 года — председатель президиума Молдавского областного Совета профсоюзов.
С 27 декабря 1928 года по 25 февраля 1930 года — ответственный секретарь Молдавского областного комитета КП(б) Украины, затем конструктор мебели завода № 161 в Москве. Делегат XVI-й конференции ВКП(б) (1929).
Арестован 13 марта 1937 года органами НКВД УкрССР по так называемой «румынской операции» (по этому же делу проходили С. Р. Лехтцир, И. И. Бадеев, Д. П. Милев, В. Я. Холостенко, Г. И. Старый). Осуждён к ВМН 8 октября 1937 года Комиссией наркома НКВД и Прокурора СССР; включён в расстрельный список на 139 человек, обвинённых в шпионской и диверсионной деятельности в пользу Румынии, от 8 октября 1937 года за подписями Н. И. Ежова и А. Я. Вышинского. Расстрелян вместе с другими осуждёнными по «румынской операции» 11 октября 1937 года во внутренней тюрьме в Тирасполе; расстрел осуществили начальник внутренней тюрьмы УГБ НКВД УССР, младший лейтенант государственной безопасности И. Г. Нагорный, оперативный секретарь НКВД Молдавской АССР Первухин и исполняющий должность инспектора VIII Отделения УГБ НКВД МАССР, младший лейтенант государственной безопасности Л. А. Докуцкий. Реабилитирован посмертно 4 апреля 1957 года.

## Семья
- Жена — Нюня Исааковна Богопольская (1898, Кишинёв — 1979, там же)[10], участница коммунистического подполья в Бессарабии, в 1922—1925 годах училась в Коммунистическом университете имени Я. М. Свердлова, затем работала заместителем заведующего отдела агитации и пропаганды Молдавского обкома КП(б); репрессирована после расстрела мужа[11]. Её сестра — Дора Исааковна (Двойра Ициковна) Ройтман (партийный псевдоним София Михайловна Максимова, 1902—1981)[12], деятель подпольного коммунистического движения в Бессарабии, секретарь Плоештского обкома КП Румынии (1929—1930) и Бухарестского подпольного горкома КП Румынии (1932—1933), подвергалась арестам, была замужем за композитором Соломоном Лобелем.
  - Сын — Беко Хаимович Богопольский, доктор технических наук, старший научный сотрудник Государственного проектно-конструкторского исследовательского института по автоматизации промышленности, автор монографий «Автоматизация шахтных компрессорных станций» (1963), «Автоматизация шахтных вентиляторных установок» (1963 и 1976), «Опыт комплексной механизации и автоматизации поверхности шахт» (1963), «Справочник по автоматизации шахт и рудников» (1963), «Применение регулируемого электропривода на открытых работах» (1971), «Автоматизация технологических процессов угольных шахт» (1973), «Справочное пособие машинисту шахтных подъёмных установок» (1975), автор изобретений в области горного дела и электротехники[13][14][15].